# Großer Preis von Italien 1975
Der Große Preis von Italien 1975 (offiziell XLVI Gran Premio d’Italia) fand am 7. September auf dem Autodromo Nazionale di Monza in Monza statt und war das 13. Rennen der Automobil-Weltmeisterschaft 1975.

## Berichte

### Hintergrund
Am Wochenende nach dem Großen Preis von Österreich nahmen einige Formel-1-Piloten an dem nicht zur Weltmeisterschaft zählenden Großen Preis der Schweiz teil, der wegen des in der Schweiz geltenden Motorsportverbotes im französischen Dijon ausgetragen wurde. Mit Clay Regazzoni wurde ein Schweizer Sieger dieses Rennens.
Niki Lauda reiste mit komfortabler Führung in der Weltmeisterschaftswertung zum vorletzten WM-Lauf der Saison nach Monza. Er benötigte lediglich noch einen halben Punkt, um seinen ersten Weltmeistertitel rechnerisch sicherzustellen. Sein einziger verbliebener Konkurrent Carlos Reutemann hatte nur noch Chancen auf den Titelgewinn, wenn Lauda bei beiden noch ausstehenden Rennen punktelos bleiben würde und er selbst beide Läufe für sich entscheiden könnte.
Das Penske-Team verzichtete nach dem Tod von Stammfahrer Mark Donohue auf die Teilnahme. Das Team Surtees war ebenfalls nicht am Start. Frank Williams vermietete den zweiten Wagen seines Teams an den italienischen Debütanten Renzo Zorzi. Bei Copersucar vertrat Arturo Merzario den Teamchef und Stammfahrer Wilson Fittipaldi und bekam dadurch ebenfalls die Möglichkeit, an seinem Heimrennen teilzunehmen. Beim Team Lotus wurde Brian Henton durch Jim Crawford ersetzt, der bereits den Großen Preis von Großbritannien für das Team bestritten hatte.

### Training

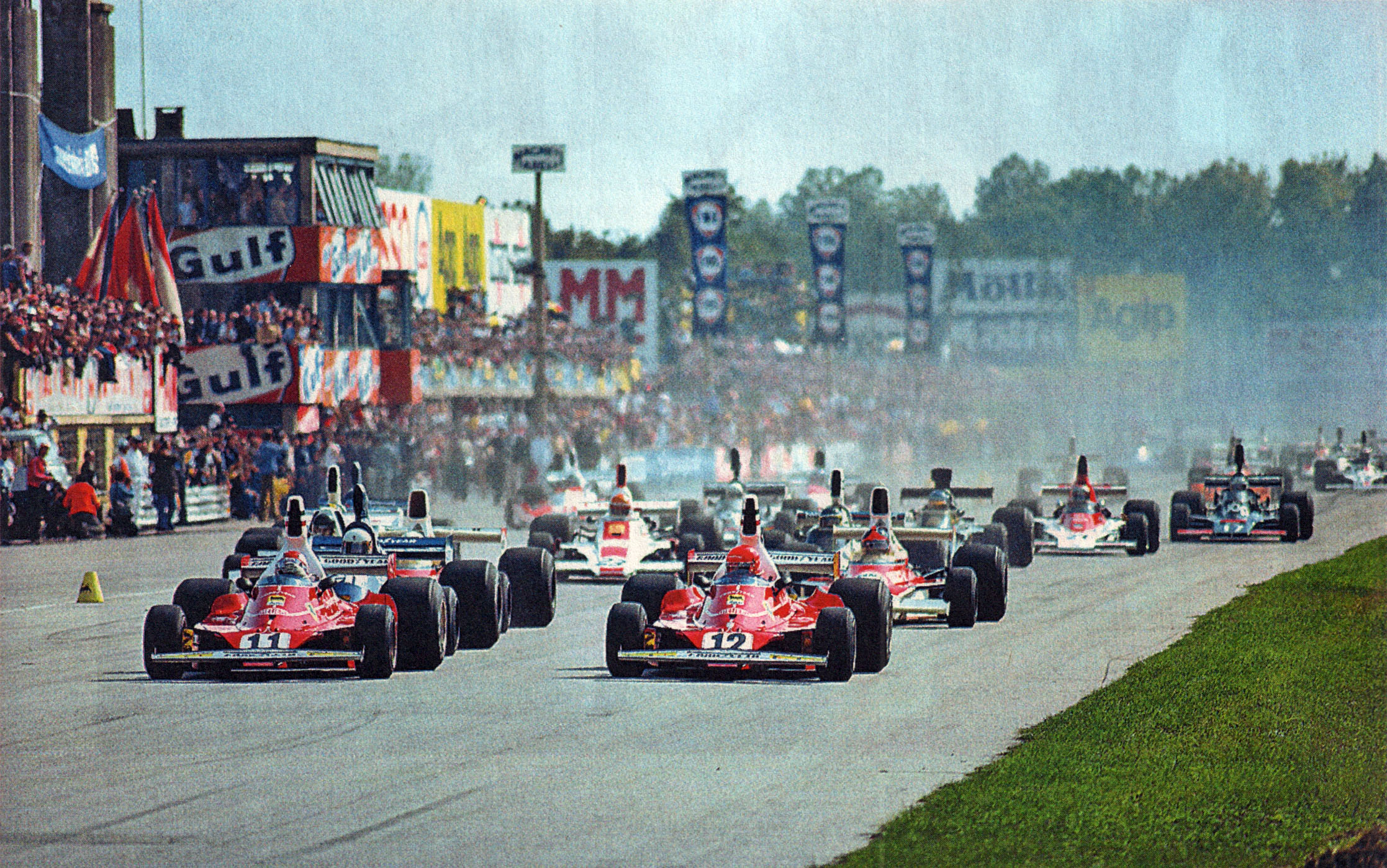
Rennstart

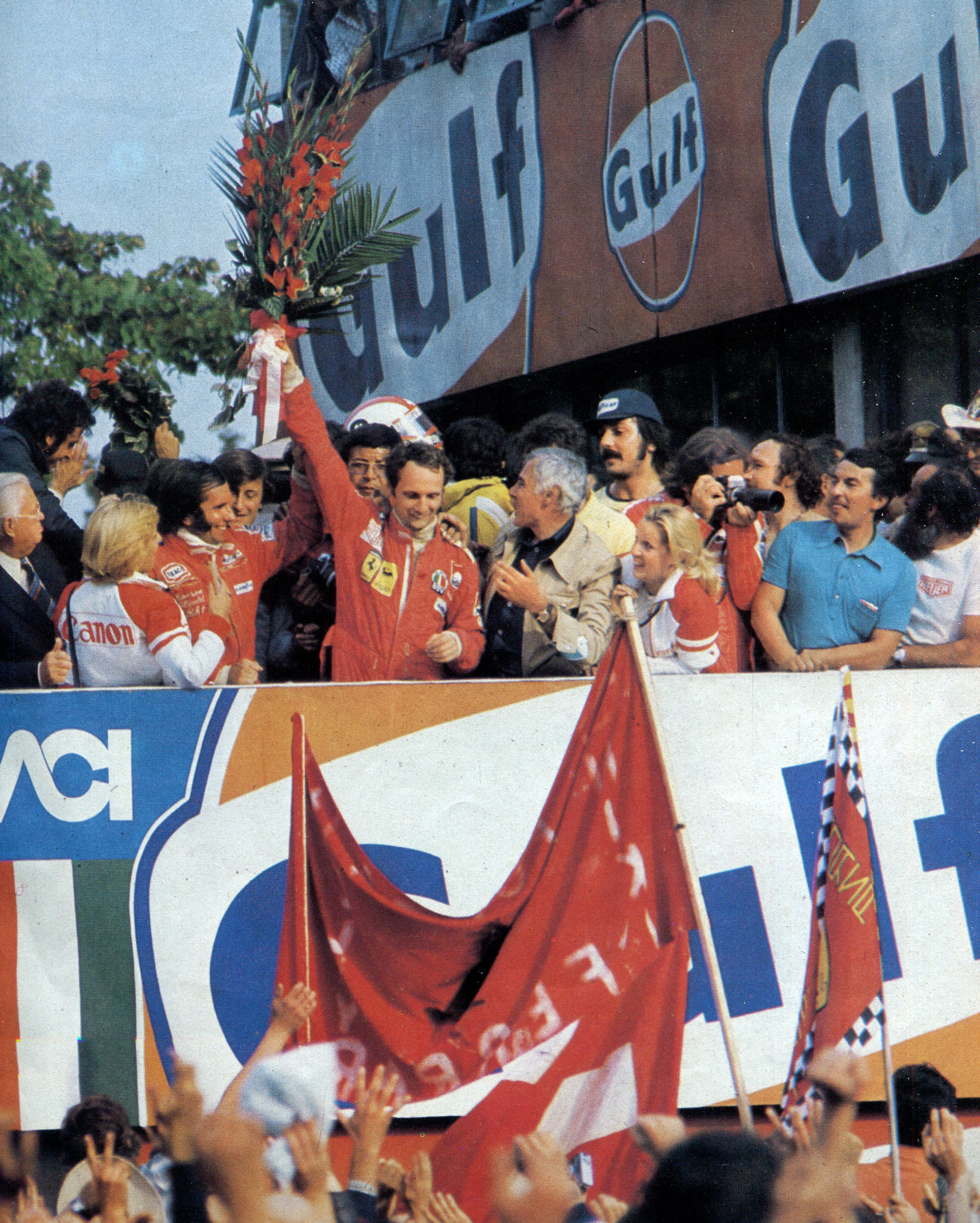
Niki Lauda feiert den Weltmeistertitel

Das Trainingsergebnis entsprach den Wünschen der meisten der rund 200.000 Zuschauer, unter denen sich neben Einheimischen auch zahlreiche angereiste Fans aus der nahen Schweiz und Österreich befanden: Die beiden Ferrari qualifizierten sich für die erste Startreihe, wobei Lauda seine achte Pole-Position des Jahres erreichte.
Die zweite Reihe teilte sich der noch amtierende Weltmeister Emerson Fittipaldi mit Tyrrell-Pilot Jody Scheckter. Es folgte Fittipaldis McLaren-Teamkollege Jochen Mass neben Tony Brise, der mit dem Hill GH1 eine starke Trainingsleistung gezeigt hatte. Reutemann, James Hunt, Vittorio Brambilla und Carlos Pace komplettierten die Top Ten der Startaufstellung.

### Rennen
Regazzoni ging in Führung, konnte sich allerdings zunächst kaum von seinen Verfolgern Lauda, Mass und Scheckter absetzen. Noch während der ersten Runde übernahm Scheckter den dritten Rang von Mass. Als sich das nach wie vor dicht gedrängte Feld zu Beginn der zweiten Runde der ersten Schikane näherte, verlor Scheckter die Kontrolle über sein Fahrzeug und löste eine Serie von Kollisionen aus, die für Ronnie Peterson, Mario Andretti und Brise das Ende des Rennens bedeuteten. Einige weitere Piloten fielen wenig später aufgrund von Folgeschäden aus, darunter die deutschen Fahrer Mass und Rolf Stommelen.
Davon unbeeindruckt führten die beiden Ferrari das Feld weiterhin an, gefolgt von Reutemann, Fittipaldi, Hunt und Patrick Depailler. In der zehnten Runde überholte Depailler den vor ihm liegenden Hunt. Vier Runden später gelang dies auch Fittipaldi gegenüber Reutemann.
Nachdem Depailler durch einen Fahrfehler kurz die Strecke verlassen hatte, sortierte er sich hinter Hunt und Tom Pryce auf dem siebten Rang wieder ein. Während der folgenden Runden duellierten sich Hunt und Pryce um den fünften Platz.
In der Schlussphase gelang es Fittipaldi, an Lauda vorbeizuziehen und den zweiten Platz zu belegen. Er konnte dadurch jedoch nicht mehr verhindern, dass Lauda ihn mit dem Fallen der Zielflagge als amtierenden Weltmeister der Formel 1 ablöste.

## Meldeliste
| Team                            | Nr. | Fahrer             | Chassis         | Motor                    | Reifen |
| ------------------------------- | --- | ------------------ | --------------- | ------------------------ | ------ |
| Marlboro Team Texaco            | 01  | Emerson Fittipaldi | McLaren M23     | Ford Cosworth DFV 3.0 V8 | G      |
| Marlboro Team Texaco            | 02  | Jochen Mass        | McLaren M23     | Ford Cosworth DFV 3.0 V8 | G      |
| Elf Team Tyrrell                | 03  | Jody Scheckter     | Tyrrell 007     | Ford Cosworth DFV 3.0 V8 | G      |
| Elf Team Tyrrell                | 04  | Patrick Depailler  | Tyrrell 007     | Ford Cosworth DFV 3.0 V8 | G      |
| John Player Team Lotus          | 05  | Ronnie Peterson    | Lotus 72E       | Ford Cosworth DFV 3.0 V8 | G      |
| John Player Team Lotus          | 06  | Jim Crawford       | Lotus 72E       | Ford Cosworth DFV 3.0 V8 | G      |
| Martini Racing                  | 07  | Carlos Reutemann   | Brabham BT44B   | Ford Cosworth DFV 3.0 V8 | G      |
| Martini Racing                  | 08  | Carlos Pace        | Brabham BT44B   | Ford Cosworth DFV 3.0 V8 | G      |
| Beta Team March                 | 09  | Vittorio Brambilla | March 751       | Ford Cosworth DFV 3.0 V8 | G      |
| Lavazza March                   | 10  | Hans-Joachim Stuck | March 751       | Ford Cosworth DFV 3.0 V8 | G      |
| Lavazza March                   | 29  | Lella Lombardi     | March 751       | Ford Cosworth DFV 3.0 V8 | G      |
| Scuderia Ferrari SpA SEFAC      | 11  | Clay Regazzoni     | Ferrari 312T    | Ferrari 015 3.0 F12      | G      |
| Scuderia Ferrari SpA SEFAC      | 12  | Niki Lauda         | Ferrari 312T    | Ferrari 015 3.0 F12      | G      |
| Stanley B.R.M.                  | 14  | Bob Evans          | BRM P201        | BRM P200 3.0 V12         | G      |
| UOP Shadow Racing Team          | 16  | Tom Pryce          | Shadow DN5      | Ford Cosworth DFV 3.0 V8 | G      |
| UOP Shadow Racing Team          | 17  | Jean-Pierre Jarier | Shadow DN7      | Matra MS73 3.0 V12       | G      |
| Frank Williams Racing Cars      | 20  | Renzo Zorzi        | Williams FW03   | Ford Cosworth DFV 3.0 V8 | G      |
| Frank Williams Racing Cars      | 21  | Jacques Laffite    | Williams FW04   | Ford Cosworth DFV 3.0 V8 | G      |
| Embassy Racing with Graham Hill | 22  | Rolf Stommelen     | Hill GH1        | Ford Cosworth DFV 3.0 V8 | G      |
| Embassy Racing with Graham Hill | 23  | Tony Brise         | Hill GH1        | Ford Cosworth DFV 3.0 V8 | G      |
| Hesketh Racing                  | 24  | James Hunt         | Hesketh 308     | Ford Cosworth DFV 3.0 V8 | G      |
| Hesketh Racing                  | 25  | Brett Lunger       | Hesketh 308     | Ford Cosworth DFV 3.0 V8 | G      |
| Vel’s Parnelli Jones Racing     | 27  | Mario Andretti     | Parnelli VPJ4   | Ford Cosworth DFV 3.0 V8 | G      |
| Copersucar-Fittipaldi           | 30  | Arturo Merzario    | Copersucar FD03 | Ford Cosworth DFV 3.0 V8 | G      |
| HB Bewaking Team Ensign         | 31  | Roelof Wunderink   | Ensign N174     | Ford Cosworth DFV 3.0 V8 | G      |
| HB Bewaking Team Ensign         | 32  | Chris Amon         | Ensign N175     | Ford Cosworth DFV 3.0 V8 | G      |
| Warsteiner Brewery              | 34  | Harald Ertl        | Hesketh 308     | Ford Cosworth DFV 3.0 V8 | G      |
| Maki Engineering                | 35  | Tony Trimmer       | Maki F101C      | Ford Cosworth DFV 3.0 V8 | G      |

## Klassifikationen

### Startaufstellung
| Pos. | Fahrer             | Konstrukteur    | Zeit    | Ø-Geschwindigkeit | Start |
| ---- | ------------------ | --------------- | ------- | ----------------- | ----- |
| 01   | Niki Lauda         | Ferrari         | 1:32,24 | 225,585 km/h      | 01    |
| 02   | Clay Regazzoni     | Ferrari         | 1:32,75 | 224,345 km/h      | 02    |
| 03   | Emerson Fittipaldi | McLaren-Ford    | 1:33,08 | 223,550 km/h      | 03    |
| 04   | Jody Scheckter     | Tyrrell-Ford    | 1:33,27 | 223,094 km/h      | 04    |
| 05   | Jochen Mass        | McLaren-Ford    | 1:33,29 | 223,046 km/h      | 05    |
| 06   | Tony Brise         | Hill-Ford       | 1:33,34 | 222,927 km/h      | 06    |
| 07   | Carlos Reutemann   | Brabham-Ford    | 1:33,44 | 222,688 km/h      | 07    |
| 08   | James Hunt         | Hesketh-Ford    | 1:33,73 | 221,999 km/h      | 08    |
| 09   | Vittorio Brambilla | March-Ford      | 1:33,90 | 221,597 km/h      | 09    |
| 10   | Carlos Pace        | Brabham-Ford    | 1:34,17 | 220,962 km/h      | 10    |
| 11   | Ronnie Peterson    | Lotus-Ford      | 1:34,22 | 220,845 km/h      | 11    |
| 12   | Patrick Depailler  | Tyrrell-Ford    | 1:34,36 | 220,517 km/h      | 12    |
| 13   | Jean-Pierre Jarier | Shadow-Matra    | 1:34,61 | 219,934 km/h      | 13    |
| 14   | Tom Pryce          | Shadow-Ford     | 1:34,71 | 219,702 km/h      | 14    |
| 15   | Mario Andretti     | Parnelli-Ford   | 1:34,72 | 219,679 km/h      | 15    |
| 16   | Hans-Joachim Stuck | March-Ford      | 1:35,29 | 218,365 km/h      | 16    |
| 17   | Harald Ertl        | Hesketh-Ford    | 1:35,43 | 218,045 km/h      | 17    |
| 18   | Jacques Laffite    | Williams-Ford   | 1:35,48 | 217,930 km/h      | 18    |
| 19   | Chris Amon         | Ensign-Ford     | 1:35,56 | 217,748 km/h      | 19    |
| 20   | Bob Evans          | B.R.M.          | 1:35,61 | 217,634 km/h      | 20    |
| 21   | Brett Lunger       | Hesketh-Ford    | 1:36,11 | 216,502 km/h      | 21    |
| 22   | Renzo Zorzi        | Williams-Ford   | 1:36,19 | 216,322 km/h      | 22    |
| 23   | Rolf Stommelen     | Hill-Ford       | 1:36,44 | 215,761 km/h      | 23    |
| 24   | Lella Lombardi     | March-Ford      | 1:37,06 | 214,383 km/h      | 24    |
| 25   | Jim Crawford       | Lotus-Ford      | 1:37,14 | 214,206 km/h      | 25    |
| 26   | Arturo Merzario    | Copersucar-Ford | 1:37,33 | 213,788 km/h      | 26    |
| DNQ  | Roelof Wunderink   | Ensign-Ford     | 1:37,64 | 213,109 km/h      | –     |
| DNQ  | Tony Trimmer       | Maki-Ford       | 1:39,44 | 209,252 km/h      | –     |

### Rennen
| Pos. | Fahrer             | Konstrukteur    | Runden | Stopps | Zeit       | Start | Schnellste Runde |
| ---- | ------------------ | --------------- | ------ | ------ | ---------- | ----- | ---------------- |
| 01   | Clay Regazzoni     | Ferrari         | 52     | 0      | 1:22:42,6  | 02    | 1:33,1 (47.)     |
| 02   | Emerson Fittipaldi | McLaren-Ford    | 52     | 0      | + 16,6     | 03    | 1:33,6 (42.)     |
| 03   | Niki Lauda         | Ferrari         | 52     | 0      | + 23,2     | 01    | 1:33,8 (42.)     |
| 04   | Carlos Reutemann   | Brabham-Ford    | 52     | 0      | + 55,1     | 07    | 1:34,6 (50.)     |
| 05   | James Hunt         | Hesketh-Ford    | 52     | 0      | + 57,1     | 08    | 1:34,7 (42.)     |
| 06   | Tom Pryce          | Shadow-Ford     | 52     | 0      | + 1:15,9   | 14    | 1:34,9 (23.)     |
| 07   | Patrick Depailler  | Tyrrell-Ford    | 51     | 0      | + 1 Runde  | 12    | 1:35,6 (20.)     |
| 08   | Jody Scheckter     | Tyrrell-Ford    | 51     | 1      | + 1 Runde  | 04    | 1:34,5 (45.)     |
| 09   | Harald Ertl        | Hesketh-Ford    | 51     | 1      | + 1 Runde  | 17    | 1:35,0 (35.)     |
| 10   | Brett Lunger       | Hesketh-Ford    | 50     | 0      | + 2 Runden | 21    | 1:36,5 (43.)     |
| 11   | Arturo Merzario    | Copersucar-Ford | 48     | 0      | + 4 Runden | 26    | 1:39,4 (16.)     |
| 12   | Chris Amon         | Ensign-Ford     | 48     | 2      | + 4 Runden | 19    | 1:35,4 (45.)     |
| 13   | Jim Crawford       | Lotus-Ford      | 46     | 1      | + 6 Runden | 25    | 1:37,7           |
| 14   | Renzo Zorzi        | Williams-Ford   | 46     | 1      | + 6 Runden | 22    | 1:38,8 (36.)     |
| –    | Jean-Pierre Jarier | Shadow-Matra    | 32     | 0      | DNF        | 13    | 1:36,6 (27.)     |
| –    | Lella Lombardi     | March-Ford      | 21     | 0      | DNF        | 24    | 1:39,1 (16.)     |
| –    | Hans-Joachim Stuck | March-Ford      | 15     | 0      | DNF        | 16    | 1:37,5 (08.)     |
| –    | Jacques Laffite    | Williams-Ford   | 7      | 0      | DNF        | 18    | 1:38,3 (07.)     |
| –    | Carlos Pace        | Brabham-Ford    | 6      | 0      | DNF        | 10    | 1:38,1 (06.)     |
| –    | Rolf Stommelen     | Hill-Ford       | 3      | 0      | DNF        | 23    | 1:59,8 (03.)     |
| –    | Jochen Mass        | McLaren-Ford    | 2      | 0      | DNF        | 05    | 1:43,2 (01.)     |
| –    | Ronnie Peterson    | Lotus-Ford      | 1      | 0      | DNF        | 11    | 1:45,5 (01.)     |
| –    | Tony Brise         | Hill-Ford       | 1      | 0      | DNF        | 06    | 1:46,2 (01.)     |
| –    | Mario Andretti     | Parnelli-Ford   | 1      | 0      | DNF        | 15    | 1:47,0 (01.)     |
| –    | Vittorio Brambilla | March-Ford      | 1      | 0      | DNF        | 09    | 3:06,8 (01.)     |
| –    | Bob Evans          | B.R.M.          | 0      | 0      | DNF        | 20    | –                |

## WM-Stände nach dem Rennen
Die ersten sechs des Rennens bekamen 9, 6, 4, 3, 2 bzw. 1 Punkt(e). In der Konstrukteurswertung zählten nur die Punkte des bestplatzierten Fahrers eines Teams. Es zählten nur die besten sieben Ergebnisse aus den ersten acht Rennen und die besten fünf aus den letzten sechs Rennen. Streichresultate sind in Klammern gesetzt.

### Fahrerwertung
| Pos. | Fahrer             | Konstrukteur              | Punkte |
| ---- | ------------------ | ------------------------- | ------ |
| 01   | Niki Lauda         | Ferrari                   | 55,5   |
| 02   | Emerson Fittipaldi | McLaren-Ford              | 39     |
| 03   | Carlos Reutemann   | Brabham-Ford              | 37     |
| 04   | James Hunt         | Hesketh-Ford              | 30     |
| 05   | Clay Regazzoni     | Ferrari                   | 25     |
| 06   | Carlos Pace        | Brabham-Ford              | 24     |
| 07   | Jody Scheckter     | Tyrrell-Ford              | 19     |
| 08   | Jochen Mass        | McLaren-Ford              | 16     |
| 09   | Patrick Depailler  | Tyrrell-Ford              | 12     |
| 10   | Tom Pryce          | Shadow-Ford               | 8      |
| 11   | Vittorio Brambilla | March-Ford                | 6,5    |
| 12   | Jacques Laffite    | Williams-Ford             | 6      |
| 13   | Mario Andretti     | Parnelli-Ford             | 5      |
| 14   | Ronnie Peterson    | Lotus-Ford                | 4      |
| 15   | Mark Donohue †     | Penske-Ford               | 4      |
| 16   | Jacky Ickx         | Lotus-Ford                | 3      |
| 17   | Alan Jones         | Hesketh-Ford / Hill-Ford  | 2      |
| 18   | Jean-Pierre Jarier | Shadow-Ford               | 1,5    |
| 19   | Tony Brise         | Williams-Ford / Hill-Ford | 1      |
| 20   | Gijs van Lennep    | Ensign-Ford               | 1      |
| 21   | Lella Lombardi     | March-Ford                | 0,5    |
| 22   | Rolf Stommelen     | Lola-Ford / Hill-Ford     | 0      |
| 23   | John Watson        | Surtees-Ford              | 0      |
| 24   | Harald Ertl        | Hesketh-Ford              | 0      |

| Pos. | Fahrer                | Konstrukteur                    | Punkte |
| ---- | --------------------- | ------------------------------- | ------ |
| 25   | Bob Evans             | B.R.M.                          | 0      |
| 26   | Graham Hill           | Lola-Ford                       | 0      |
| 27   | Torsten Palm          | Hesketh-Ford                    | 0      |
| 28   | Wilson Fittipaldi     | Copersucar-Ford                 | 0      |
| 29   | Guy Tunmer            | Lotus-Ford                      | 0      |
| 30   | Brett Lunger          | Hesketh-Ford                    | 0      |
| 31   | Arturo Merzario       | Williams-Ford / Copersucar-Ford | 0      |
| 32   | Chris Amon            | Ensign-Ford                     | 0      |
| 33   | Ian Scheckter         | Tyrrell-Ford / Williams-Ford    | 0      |
| 34   | Jean-Pierre Jabouille | Tyrrell-Ford                    | 0      |
| 35   | Eddie Keizan          | Lotus-Ford                      | 0      |
| 36   | Jim Crawford          | Lotus-Ford                      | 0      |
| 37   | Dave Charlton         | McLaren-Ford                    | 0      |
| 38   | Damien Magee          | Williams-Ford                   | 0      |
| 39   | Renzo Zorzi           | Williams-Ford                   | 0      |
| 40   | Brian Henton          | Lotus-Ford                      | 0      |
| 41   | John Nicholson        | Lyncar-Ford                     | 0      |
| 42   | Dave Morgan           | Surtees-Ford                    | 0      |
| –    | Mike Wilds            | B.R.M.                          | 0      |
| –    | Roelof Wunderink      | Ensign-Ford                     | 0      |
| –    | François Migault      | Hill-Ford                       | 0      |
| –    | Vern Schuppan         | Hill-Ford                       | 0      |
| –    | Hans-Joachim Stuck    | March-Ford                      | 0      |
| –    | Jo Vonlanthen         | Williams-Ford                   | 0      |

### Konstrukteurswertung
| Pos. | Konstrukteur  | Punkte  |
| ---- | ------------- | ------- |
| 01   | Ferrari       | 63,5    |
| 02   | Brabham-Ford  | 54 (56) |
| 03   | McLaren-Ford  | 47      |
| 04   | Hesketh-Ford  | 30      |
| 05   | Tyrrell-Ford  | 24      |
| 06   | Shadow-Ford   | 9,5     |
| 07   | March-Ford    | 7,5     |
| 08   | Lotus-Ford    | 7       |
| 09   | Williams-Ford | 6       |

| Pos. | Konstrukteur    | Punkte |
| ---- | --------------- | ------ |
| 10   | Parnelli-Ford   | 5      |
| 11   | Hill-Ford       | 3      |
| 12   | Penske-Ford     | 2      |
| 13   | Ensign-Ford     | 1      |
| 14   | Lola-Ford       | 0      |
| 15   | Surtees-Ford    | 0      |
| 16   | B.R.M.          | 0      |
| 17   | Copersucar-Ford | 0      |
| –    | Lyncar-Ford     | 0      |